# Karlsruhe (Schiff, 1962)
Die Karlsruhe war das zweite nach dem Zweiten Weltkrieg in Deutschland gebaute Geleitboot der Köln-Klasse (Projektname: Geleitboot 55). Für den vierten Neubau einer Karlsruhe, benannt nach der ehemaligen Hauptstadt Badens, streckte die Stülcken-Werft in Hamburg am 15. Dezember 1958 den Kiel. Am 24. Oktober 1959 konnte das Schiff vom Stapel gelassen werden. Die Taufrede hielt der Oberbürgermeister von Karlsruhe, Günther Klotz. Den Taufakt vollzog seine Gattin, Hanna Klotz.

## Geschichte
Im Juni 1962 begannen unter Werftflagge die Probefahrten, die Ende November mit der Abnahmefahrt endeten. Die Probefahrten erfolgten unter dem ersten Kommandanten Korvettenkapitän Helmut Eggers, welcher das Boot bis März 1964 führte.
Am 15. Dezember 1962 wurde die Karlsruhe in der Bauwerft in Dienst gestellt und dem 2. Geleitgeschwader in Cuxhaven zugeteilt. Das Schiff erhielt die Kennung F223. Am 21. März 1968 schied die Karlsruhe aus dem 2. Geleitgeschwader aus. Sie wurde zusammen mit der Emden dem Flottendienstgeschwader, Heimathafen Flensburg, unterstellt. Am 25. September 1973 schied die Fregatte Karlsruhe aus dem Flottendienstgeschwader wieder aus und wurde erneut dem 2. Geleitgeschwader zugeteilt, das inzwischen von Cuxhaven nach Wilhelmshaven verlegt worden war.
Die Karlsruhe wurde nach dem aktiven Dienst in der Bundesmarine an die Türkei verkauft und fuhr dort seit dem 28. März 1983 unter türkischer Flagge als Zerstörer Gazi Osman Pasa mit der Kennung D 360. 1984 wurde sie in Gelibolu umbenannt, behielt aber die Kennung D 360. Am 27. Juni 1994 erfolgte dort die letzte Außerdienststellung.
Seit der Indienststellung bis Ende März 1983 legte das Schiff bei seinen zahlreichen Einsätzen eine Strecke von ca. 300.000 Seemeilen zurück, was etwa einer 14-fachen Erdumkreisung entspricht.

## Andere Kriegsschiffe mit dem NamenKarlsruhe
Vier weitere deutsche Kriegsschiffe trugen bzw. tragen den Namen Karlsruhe:
- Kleiner Kreuzer Karlsruhe der Karlsruhe-Klasse (1912–1914) der Kaiserlichen Marine
- Kleiner Kreuzer Karlsruhe der 2. Königsberg-Klasse (1916–1919) der Kaiserlichen Marine
- Leichter Kreuzer Karlsruhe der 3. Königsberg-Klasse (1927–1940) der Reichsmarine und Kriegsmarine
- Fregatte Karlsruhe der 2. Bremen-Klasse (1984 bis 2017) der Bundesmarine bzw. Deutschen Marine